# Alfred M. Waldron
Alfred Marpole Waldron (* 21. September 1865 in Philadelphia, Pennsylvania; † 28. Juni 1952 ebenda) war ein US-amerikanischer Politiker. Zwischen 1933 und 1935 vertrat er den Bundesstaat Pennsylvania im US-Repräsentantenhaus.

## Werdegang
Alfred Waldron besuchte die öffentlichen Schulen seiner Heimat und arbeitete danach in der Versicherungsbranche. Gleichzeitig schlug er als Mitglied der Republikanischen Partei eine politische Laufbahn ein. Zwischen 1911 und 1924 saß er im Stadtrat von Philadelphia; von 1916 bis 1936 gehörte er dem dortigen Vorstand der Republikaner an. In den Jahren 1924, 1928 und 1932 nahm er als Delegierter an den jeweiligen Republican National Conventions teil, auf denen Calvin Coolidge bzw. Herbert Hoover als Präsidentschaftskandidaten nominiert wurden.
Bei den Kongresswahlen des Jahres 1932 wurde Waldron im dritten Wahlbezirk von Pennsylvania in das US-Repräsentantenhaus in Washington, D.C. gewählt, wo er am 4. März 1933 die Nachfolge von Harry C. Ransley antrat. Da er im Jahr 1934 auf eine weitere Kandidatur verzichtete, konnte er bis zum 3. Januar 1935 nur eine Legislaturperiode im Kongress absolvieren. Während dieser Zeit wurden dort die ersten der New-Deal-Gesetze der Roosevelt-Regierung verabschiedet, denen Waldrons Partei eher ablehnend gegenüberstand.
Nach seiner Zeit im US-Repräsentantenhaus nahm Alfred Waldron seine frühere Tätigkeit in der Versicherungsbranche wieder auf. Er starb am 28. Juni 1952 in Philadelphia.